# Olešnice (okres Blansko)
Olešnice (též Olešnice na Moravě, německy Oels) je město v okrese Blansko v Jihomoravském kraji, 9 km severozápadně od Kunštátu. Leží u krajského trojmezí, na severu sousedí s Pardubickým krajem a na západě s Vysočinou. Žije zde přibližně 1 600 obyvatel. 
Relativně zachovalá příroda v okolí, z velké části chráněná v rámci přírodních parků, je vhodná pro přírodní turistiku. Přímo v obci se nachází také lyžařský areál. V roce 1999 získala obec titul Vesnice roku a ještě téhož roku dosáhla povýšení na město.

## Geografie
Olešnice se nachází v Hornosvratecké vrchovině, v údolí říčky Hodonínky na jejím soutoku s Veselským potokem. Zástavba se převážně nachází v nadmořské výšce 530 až 570 metrů. Řada vrchů na území města přesahuje 600 metrů, nejvyšší jsou Kopaniny (688 m), na které vede křížová cesta. Většinu katastru zaujímá orná půda, na západě jsou ve větší míře lesy. Na Veselském potoce je kaskáda rybníčků Jericho, Kačeňák a Obecní. K Obecnímu rybníku vede naučná stezka Lesoparkem Skalky.

### Doprava
Olešnice leží na okresní silnici II/362, spojující Kunštát a Poličku. Je zapojena do integrovaného dopravního systému Jihomoravského kraje (zóna 277). Zajíždí sem autobusová linka č. 301 z Brna, na niž je v lokálním uzlu Olešnice, náměstí navázáno několik dalších linek do okolí. Mezikrajskými linkami je město spojeno také s Vysočinou (Bystřice nad Pernštejnem) a Pardubickým krajem (Polička).

### Chráněná území přírody v okolí
- Přírodní park Svratecká hornatina (území západně od silnice II/362)
- JV od města leží Přírodní park Halasovo Kunštátsko
- SZ Přírodní park Údolí Křetínky
- ZJZ přírodní památka Lhotské jalovce a stěny
- JZ Přírodní památka Kocoury

### Sousední obce
Na severozápadě: Trpín (Pardubický kraj); na Z až JZ: Velké Tresné, Rovečné, Věstín, Prosetín (kraj Vysočina); na jihu: Lhota u Olešnice, Křtěnov, Crhov, na východě: Rozsíčka, Ústup, na SV: Kněževes (vše Jihomoravský kraj).

## Historie

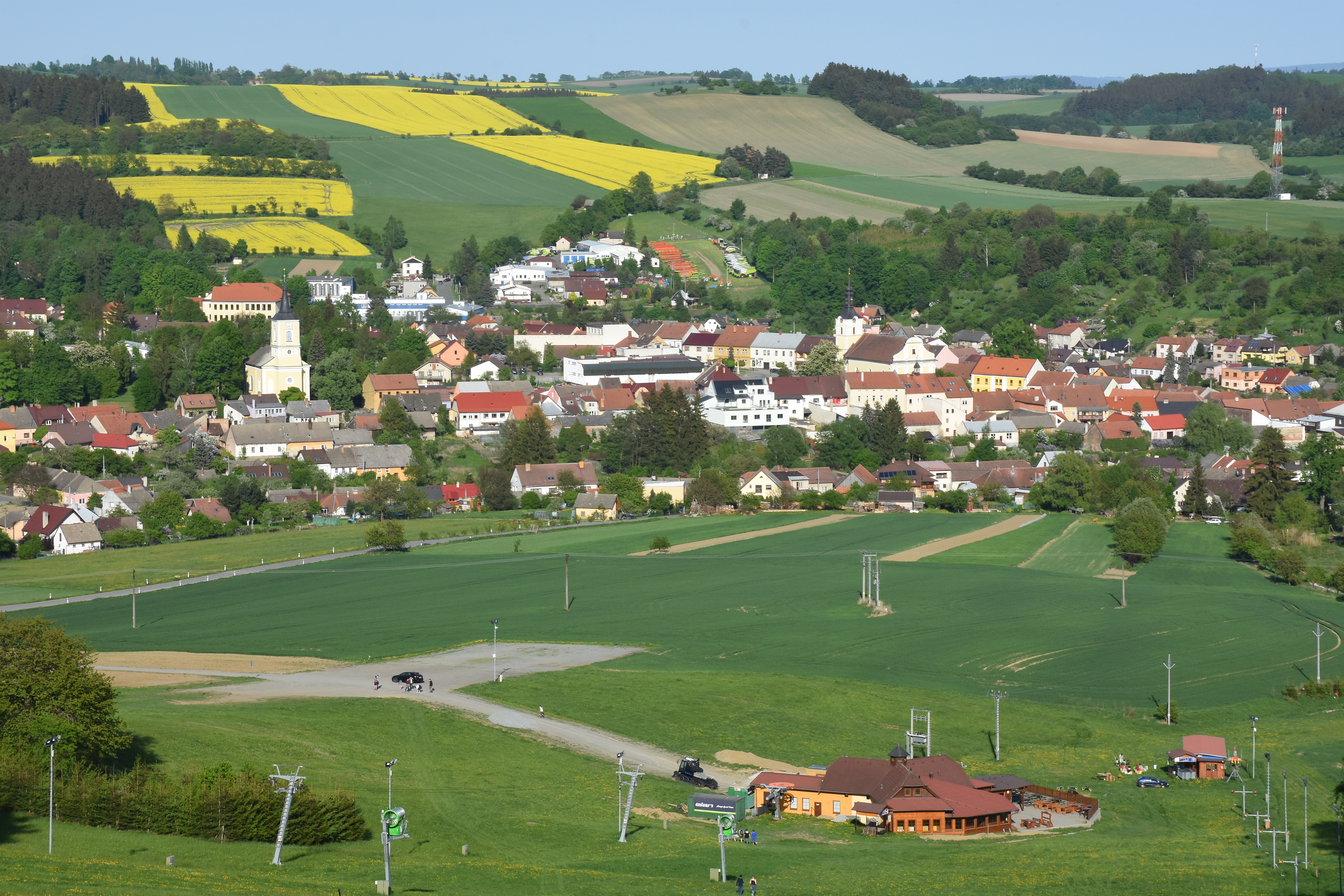
pohled z Kopanin

První písemná zmínka o obci pochází z roku 1073 z falza z 12. století. První oficiální záznam je z roku 1348. Od 14. století šlo o městečko, 15. prosince 1999 bylo povýšeno na město. Od 17. října 1997 obec užívá vlajku. Znak je odvozen ze znamení pánů z Lomnice.
Městečko od roku 1496 drželi Pernštejnové – Vilém z Pernštejna, Jan z Pernštejna, poté připadlo zboží panství Kunštát. V letech 1678–1733 v držení hrabat z Lamberka. Již roku 1539 udělil Jan z Pernštejna cechovní řád krejčí, později byl udělen tkalcům – 1545, soukeníkům – 1610. Roku 1759 došlo ke sloučení německé a moravské strany městečka, zároveň obě strany uzavřely dohodu o vedení společného obecního jmění, když do té doby byly obecní účty vedeny odděleně. V polovině 18. století byla zřízena soukenická manufaktura a v rodině Danzingerů se od roku 1816 objevuje tradiční modrotisk, ruční potisk dřevěnými formami a barvení plátna indigem zůstal zachován dodnes.
Město se nachází u historické česko-moravské zemské hranice, na moravské straně. Správní hranice v těchto místech zůstala zachována i po různých krajských reformách, od roku 2000 odpovídá hranici mezi Jihomoravským a Pardubickým krajem (v něm, historicky v Čechách, leží sousední Trpín).

## Obyvatelstvo
|                | 1869  | 1880  | 1890  | 1900  | 1910  | 1921  | 1930  | 1950  | 1961  | 1970  | 1980  | 1991  | 2001  | 2011  | 2021  |
| -------------- | ----- | ----- | ----- | ----- | ----- | ----- | ----- | ----- | ----- | ----- | ----- | ----- | ----- | ----- | ----- |
| Počet obyvatel | 2 054 | 2 163 | 2 176 | 2 058 | 2 081 | 1 826 | 1 782 | 1 524 | 1 650 | 1 710 | 1 791 | 1 778 | 1 768 | 1 727 | 1 667 |
| Počet domů     | 283   | 290   | 280   | 296   | 299   | 306   | 335   | 379   | 385   | 411   | 436   | 512   | 536   | 514   | 578   |

## Městská správa
Od 1. července 1989 do 30. června 1990 k městu patřily Křtěnov a Lhota u Olešnice.

## Pamětihodnosti
- kostel sv. Vavřince – původní středověký farní kostel na náměstí zničen požárem roku 1827, v letech 1827–1839 na jeho místě s využitím části zdí vystavěn kostel, zasvěcený tehdy sv. Leopoldu, zvony z roku 1835, věž, původně brána středověkého opevnění kostela (ve dvou spodních úrovních, pod omítkou dochován gotický lomený oblouk vjezdu) zvýšena a upravena roku 1882
- kostel sv. Mikuláše a Nejsvětější Trojice – hřbitovní kostel, doba výstavby není přesně známa, doložen na konci 16. století, přestavěn v letech 1723 a 1852
- evangelický kostel – farní kostel na Rovečínské ulici, postaven v letech 1860–1864 společně s farou a hřbitovem
- dřevěnice na Vejpustku
- zámek Lamberk – z konce 17. století, asi 1,5 kilometru severozápadně od obce
- Madona z Olešnice – slonovinová soška Madony s Ježíškem[10]
- Křížová cesta bolestí regionu Olešnicka – otevřena roku 2016, vede od hřbitova přes Srstkův kopec na Kopaniny, čtrnáct zastavení upomíná na místní bolestné historické události

## Osobnosti
- Augustin Alois Neumann (1891–1948), římkat. kněz, příslušník Řádu augustiniánů, vysvěcen 1916, ThDr., profesor círk. dějin na teologické fakultě v Olomouci
- Leopold Benáček  (1901–1977), katolický farář a politický vězeň, působil zde a je zde pohřben
- Karel Doskočil (1908–1962), historik a básník
- Jaroslav Pohanka (1924–1964), muzikolog[11]

## Fotogalerie

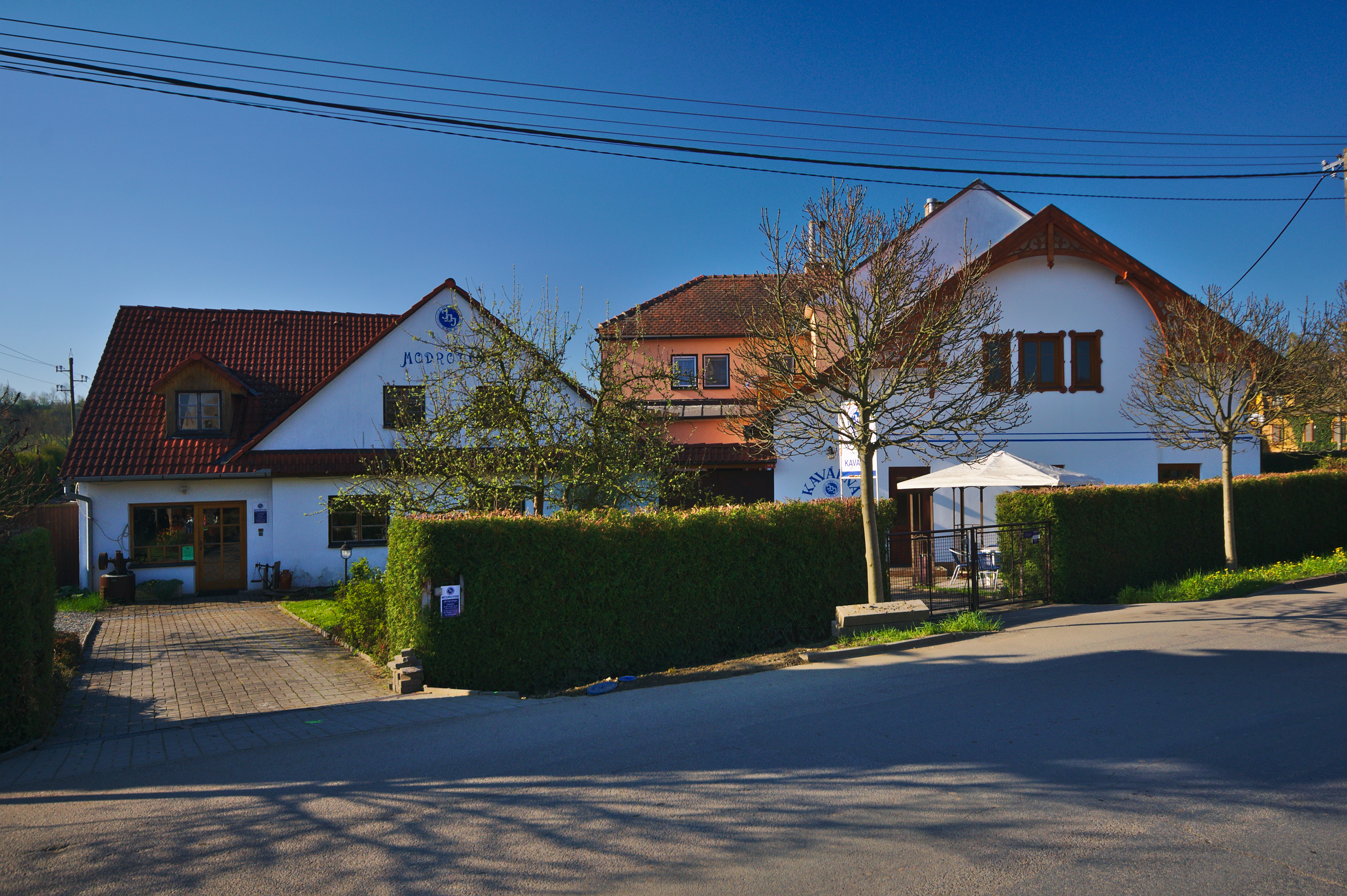
Muzeum modrotisku
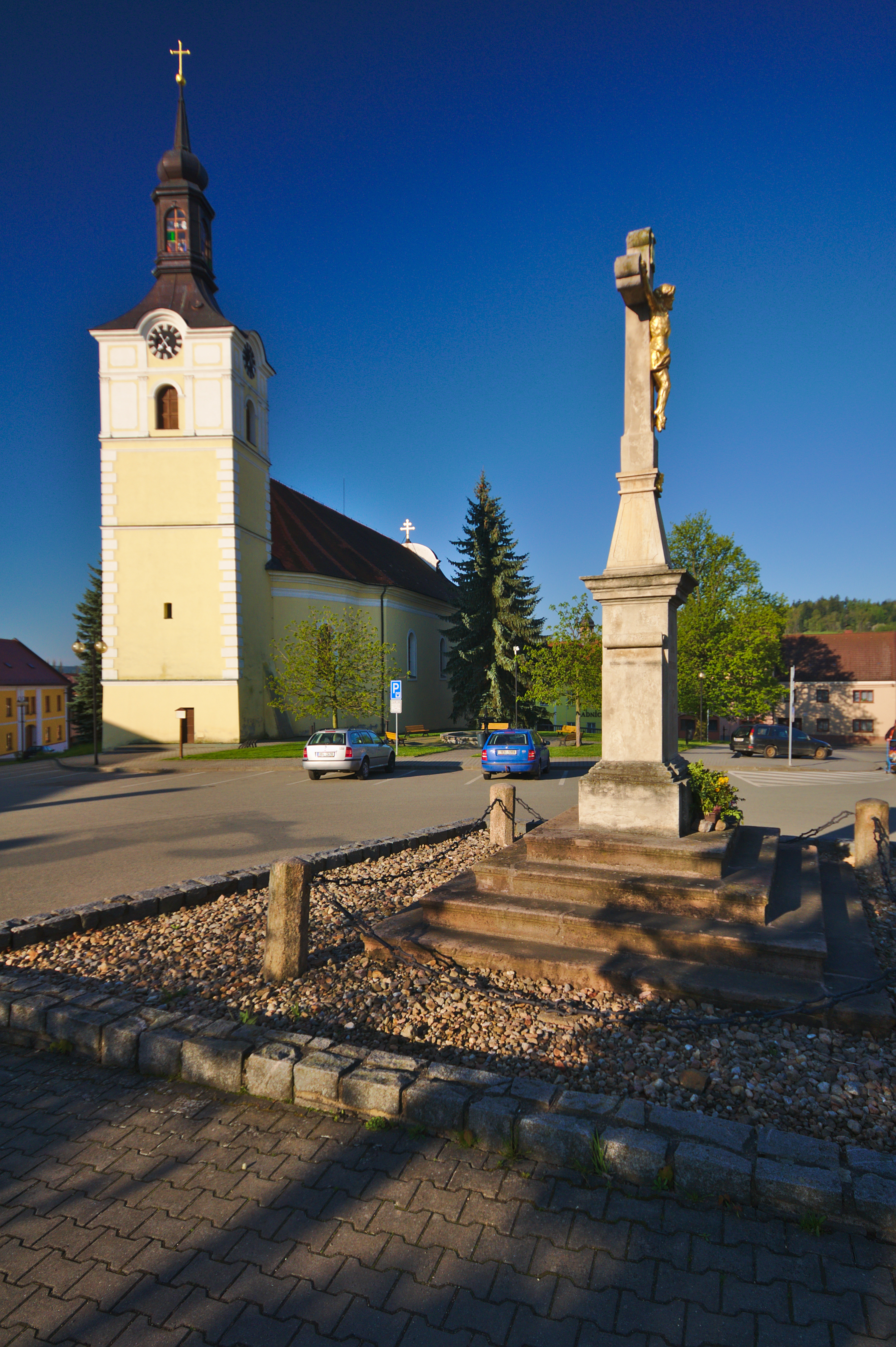
Kříž a kostel svatého Vavřince na náměstí
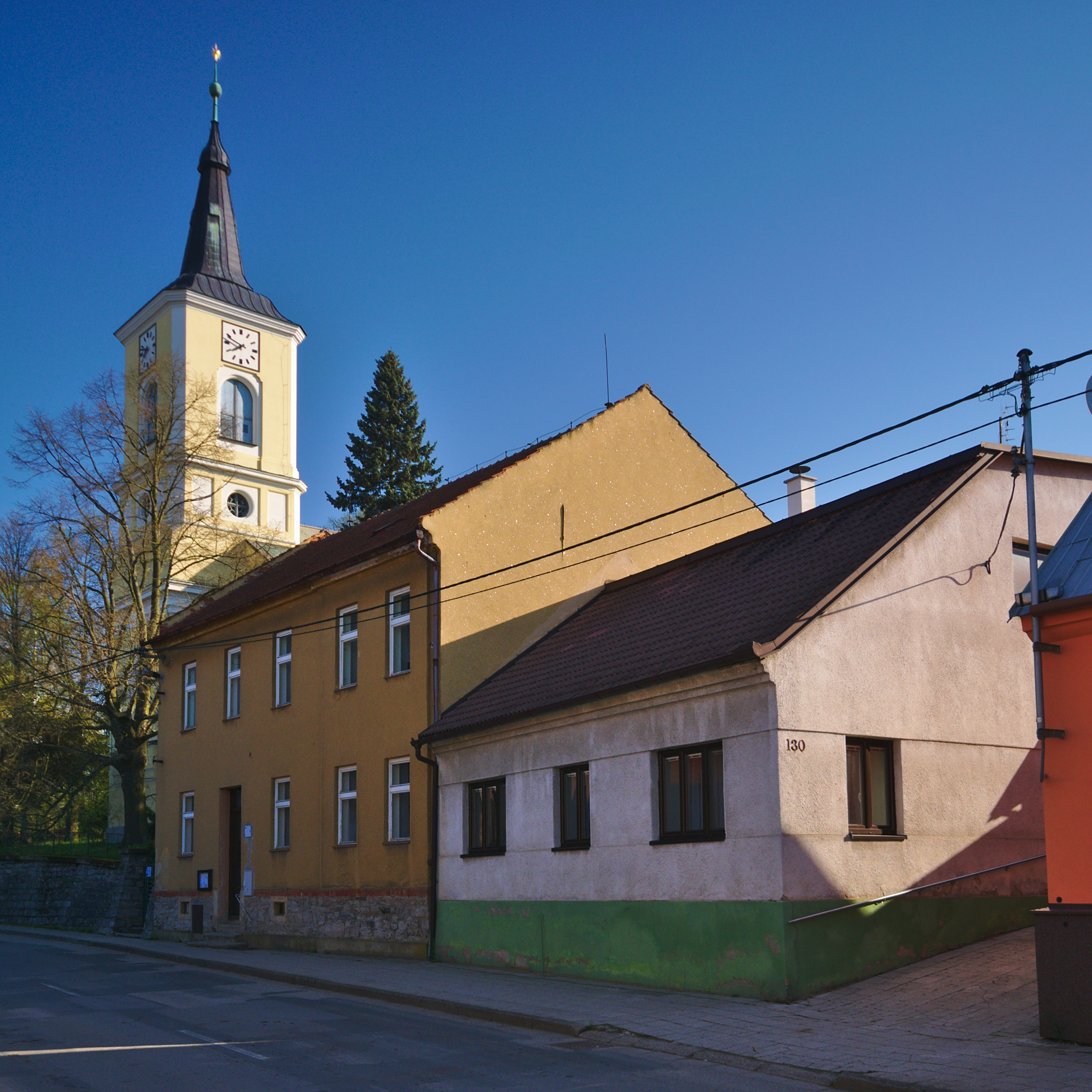
Kostel Českobratrské církve evangelické
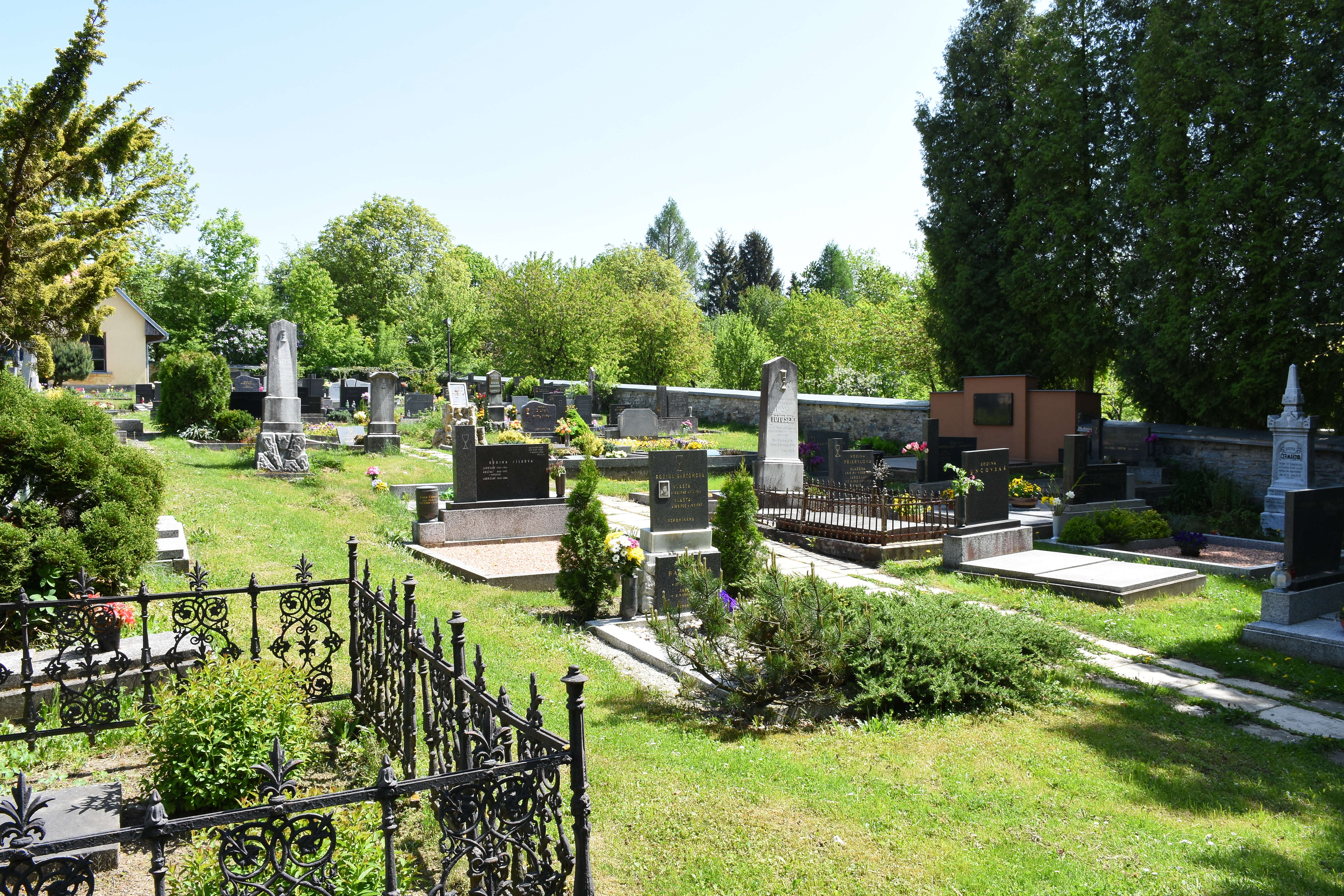
Evangelický hřbitov
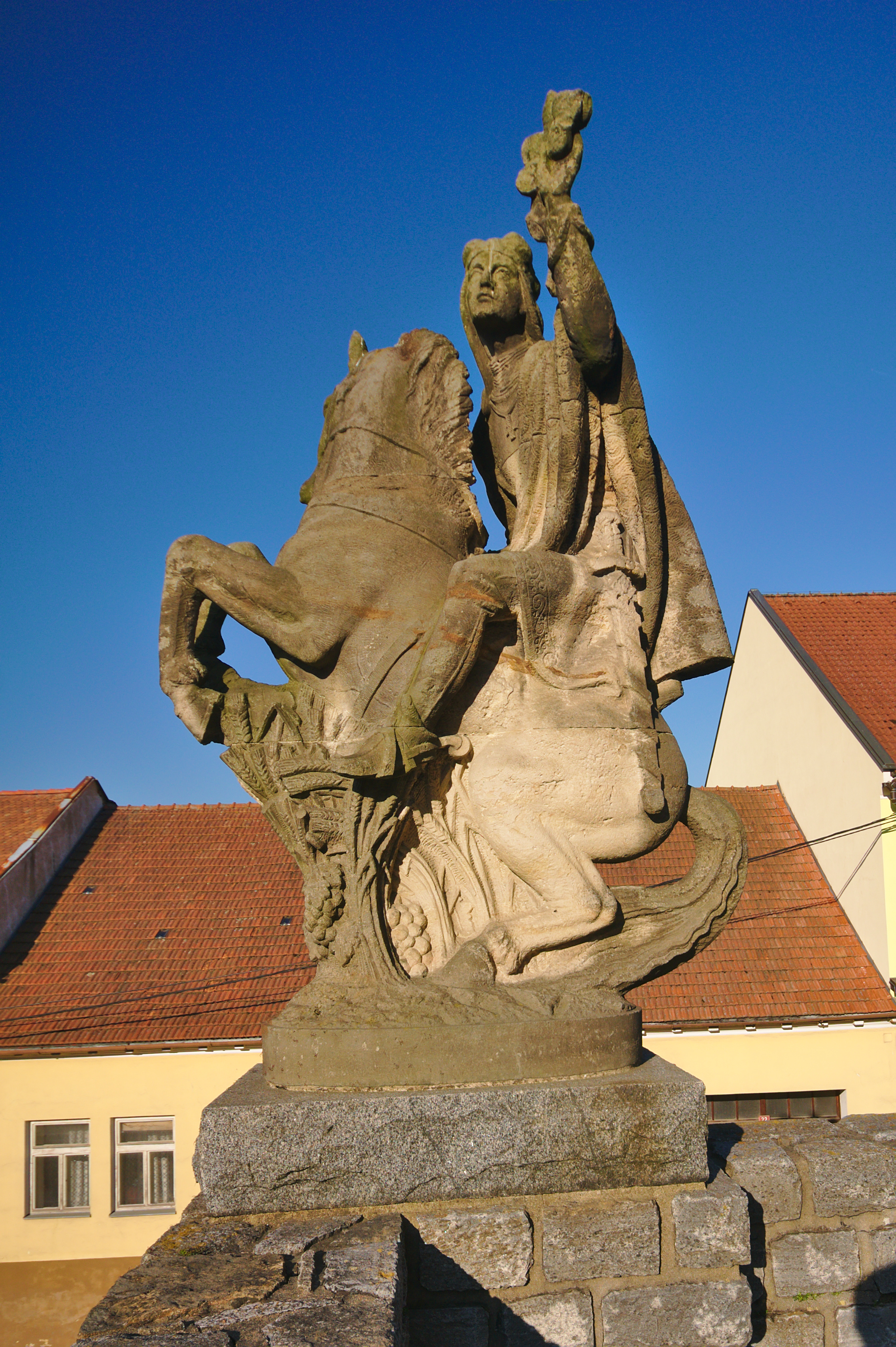
Socha svatého Václava za kostelem svatého Vavřince
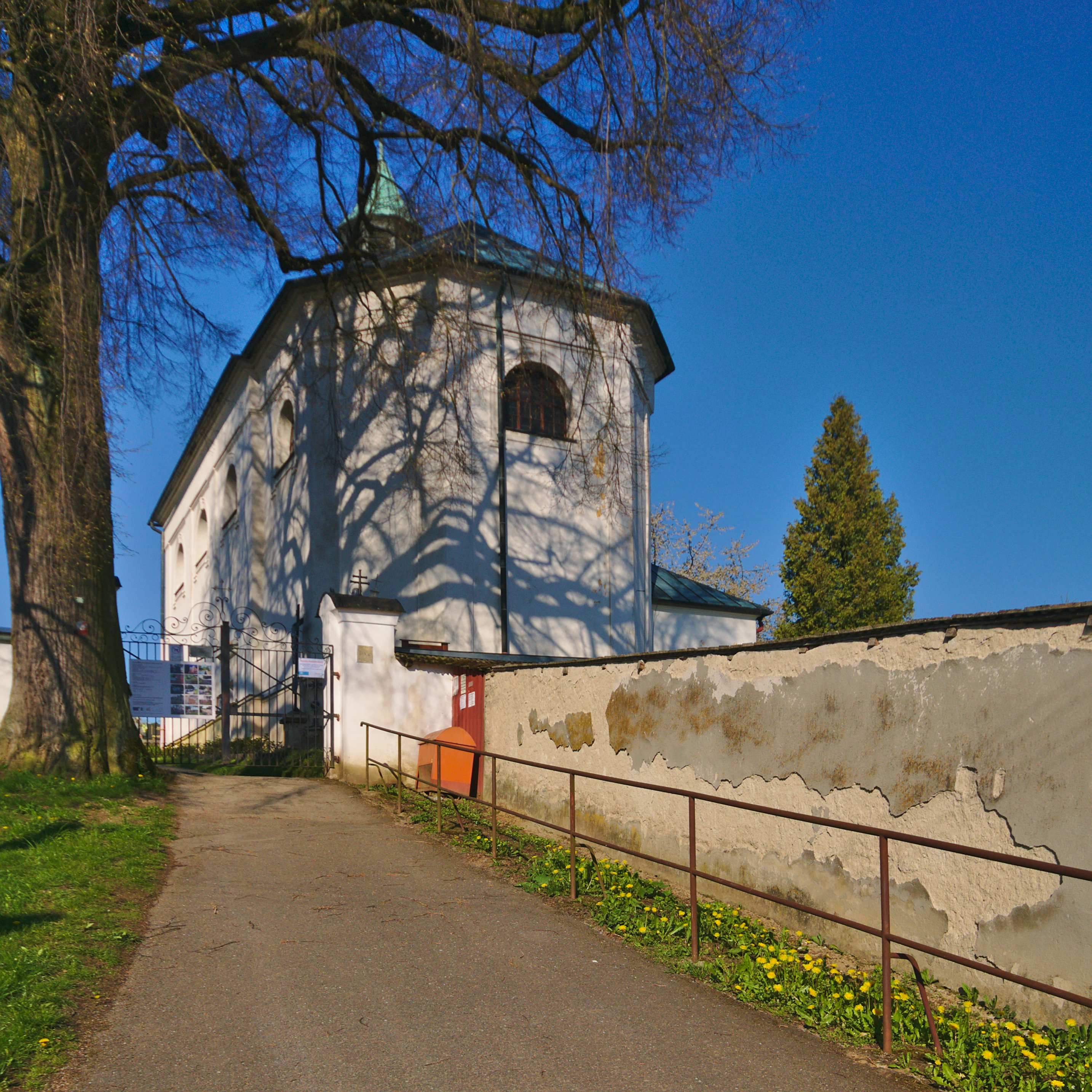
Kostel svatého Mikuláše
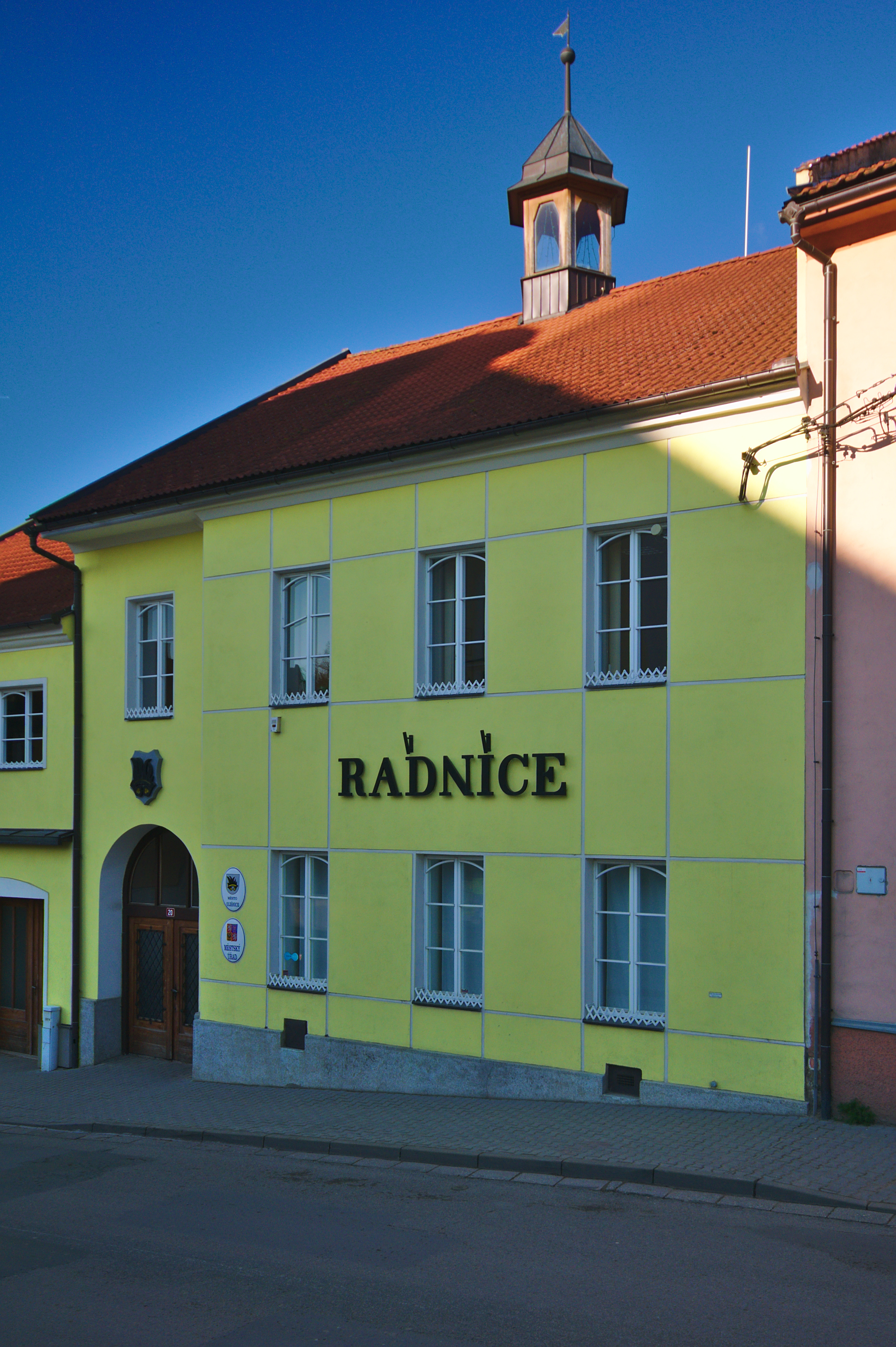
Radnice
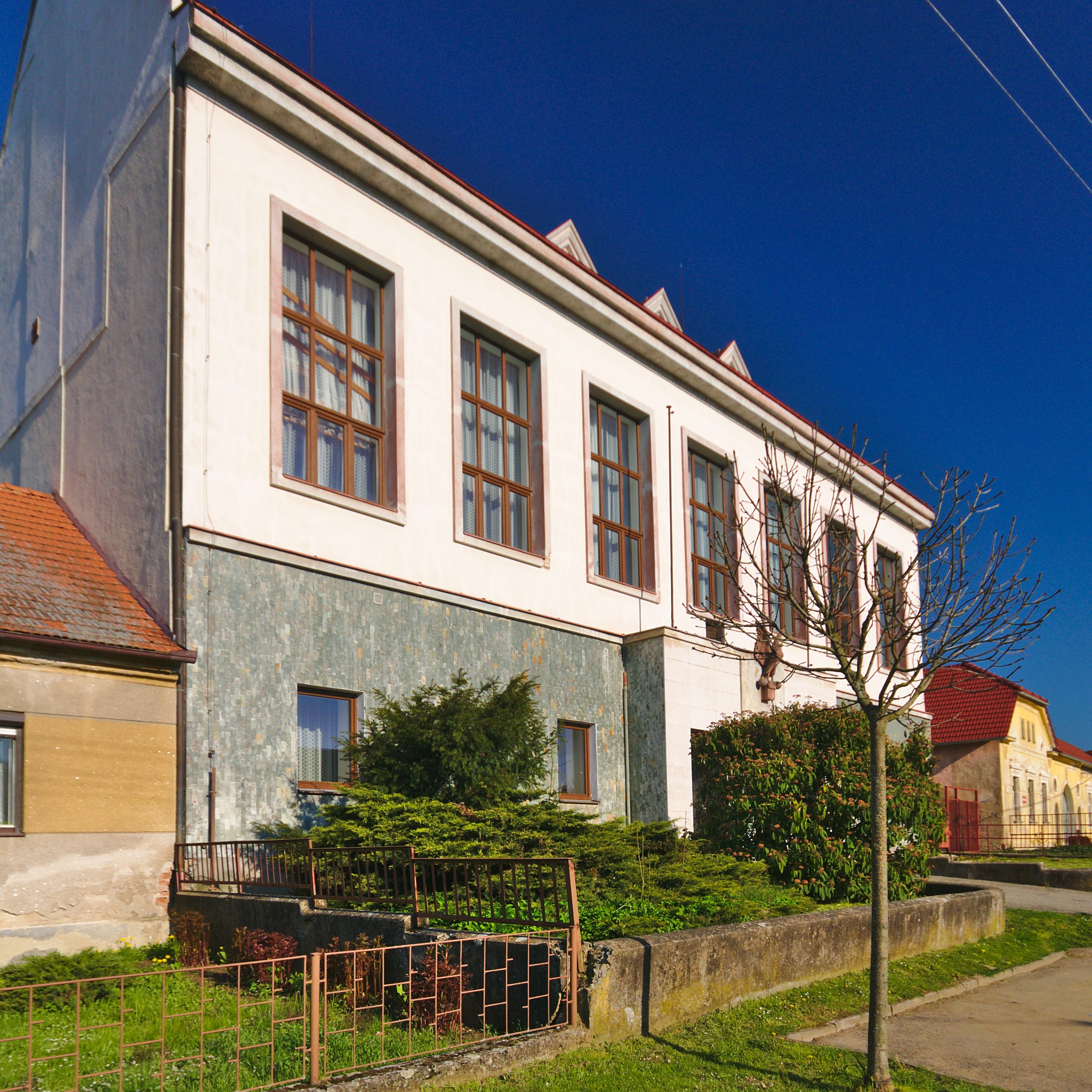
Kulturní dům
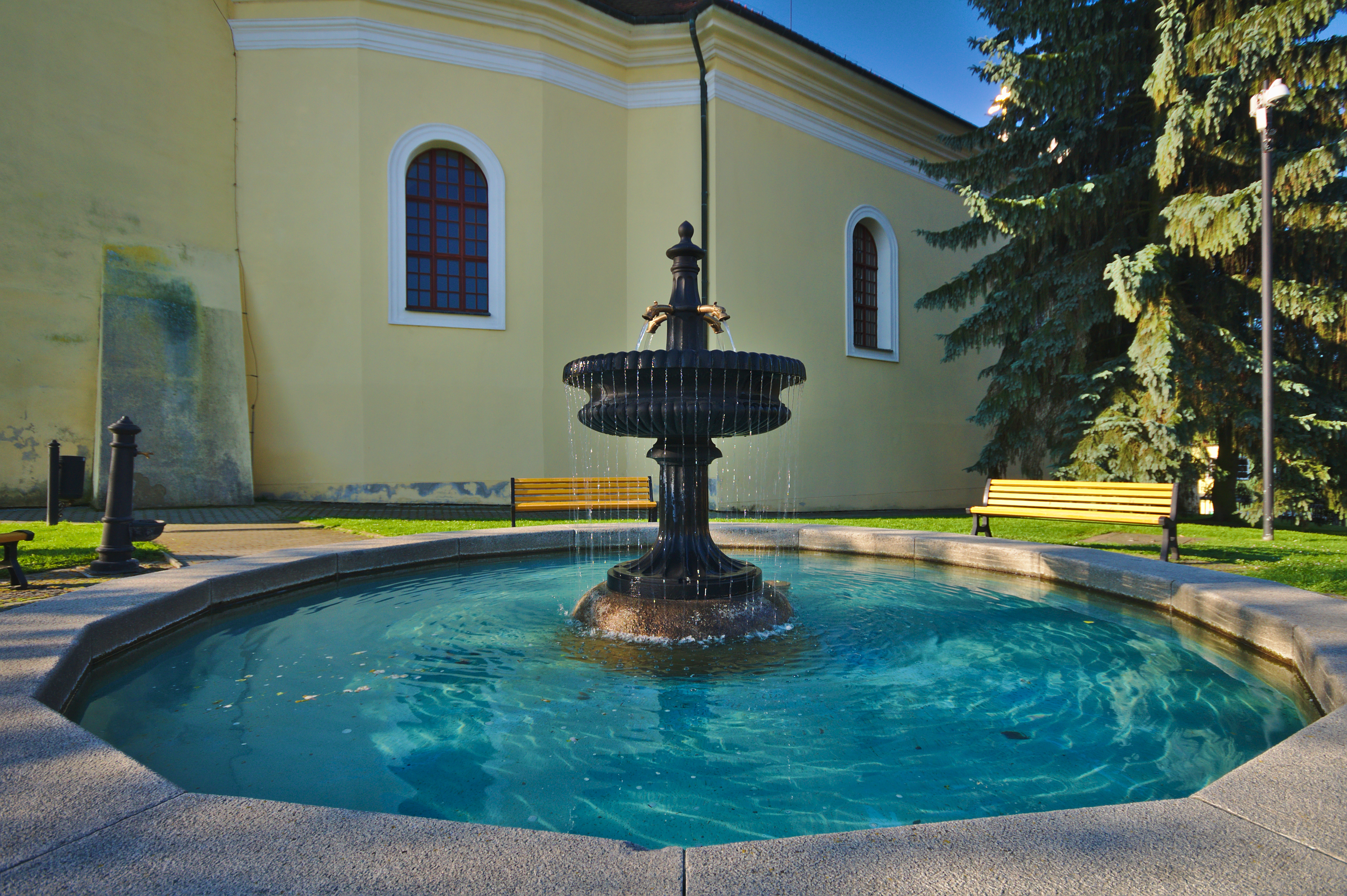
Kašna vedle kostela svatého Vavřince